# Stig Frode Henriksen

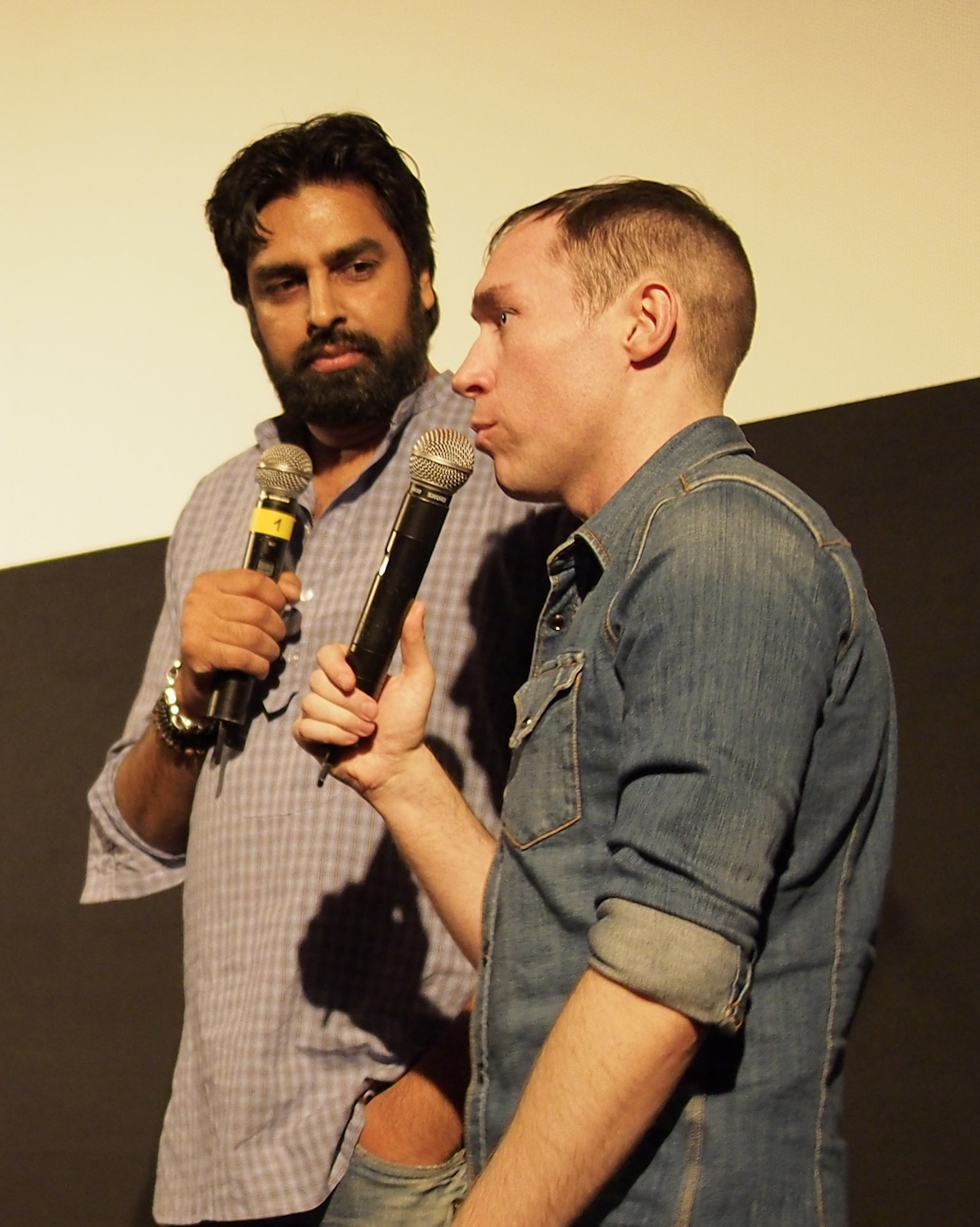
Stig Frode Henriksen (höger)

Stig Frode Henriksen, född 1975, är en norsk skådespelare, filmproducent och författare. Henriksen är främst känd för filmer som Kill Buljo (där han spelar Jompa), Död snö (Roy) och Hansel & Gretel: Witch Hunters (Mute Tracker).
Han har under ett flertal produktioner arbetat tillsammans med manusförfattaren och filmproducenten Tommy Wirkola.

## Filmografi i urval
- Kill Buljo: The Movie (2007)
- Lange Flate Bæller 2 (2008)
- Död snö (2009)
- Tomme Tønner (2010
- The Essence of Killing (2010)
- Kurt Josef Wagle og legenden om fjordheksa (2010)
- Hansel & Gretel: Witch Hunters (2013)